# Kill, I Oughtta
Kill, I Oughtta je debutové minialbum americké heavy metalové skupiny Mudvayne. Skupina si celé album vydala sama. V roce 2001 bylo znovu vydáno u Epic Records pod názvem The Beginning of All Things to End. Reedice obsahovala jako další skladby remixy „Dig“, nevydané skladby „Fear“ a „LD 50“, 17minutovou zvukovou koláž, která se původně objevila jako mezihry na tomto albu.

## Skladby
| Pořadí        | Název                     | Délka |
| ------------- | ------------------------- | ----- |
| 1.            | „Poop Loser“              | 1:22  |
| 2.            | „Seed“                    | 3:28  |
| 3.            | „Cultivate“               | 4:19  |
| 4.            | „Some Assembly Required“  | 2:48  |
| 5.            | „I.D.I.O.T.“ (live)       | 3:39  |
| 6.            | „Central Disposal“ (live) | 3:18  |
| 7.            | „Coal“ (live)             | 5:05  |
| Celková délka | Celková délka             | 24:17 |

## Obsazení
- Chad Gray – zpěv
- Greg Tribbett – kytara
- Ryan Martinie – basová kytara
- Matthew McDonough – bicí